# Virgilio Malvezzi
Virgilio Malvezzi (8 september 1595, Bologna - 11 augustus 1654, Castel Guelfo di Bologna) was een Italiaanse historicus en essayist, soldaat en diplomaat.

## Levensloop
Malvezzi studeerde rechten aan de universiteit van Bologna. In 1616 verhuisde hij met zijn familie naar Siena, waar zijn vader, Piriteo Malvezzi, aangesteld werd als gouverneur. Hij ontmoette er Fabio Chigi, de latere paus Alexander VII, met wie hij bevriend raakte.
In 1625 ging hij in het leger. Hij vocht onder Spaans bevel in Vlaanderen en in Piëmont. In oktober van dat jaar keerde hij zwaar ziek terug naar Bologna na deelgenomen te hebben aan het beleg van Verrua Savoia.
In 1627 erfde hij de adellijke titels en landerijen van zijn vader.
In 1635 publiceerde hij een biografie van Gaspar de Guzmán y Pimentel, de graaf van Olivares en voornaamste adviseur van Filips IV van Spanje. Hiermee trok hij de aandacht van Olivares die hem uitnodigde naar Madrid. Malvezzi arriveerde in Madrid in 1636 en werd er aangesteld als hofhistoricus van Filips IV.